# Speedball (Computerspiel)
Speedball ist ein Computerspiel, das sowohl Elemente eines Sportspiels als auch die einer Simulation besitzt.

## Spielprinzip
Das Spielprinzip lässt sich am besten als eine Art in der Zukunft angesiedelten Handball beschreiben. Das Spielszenario wurde von dem Film Rollerball aus dem Jahr 1975 inspiriert. Jedes Team besteht aus den Mannschaftsteilen Abwehr, Mittelfeld und Angriff. Ziel des Spiels ist es, in den beiden Halbzeiten möglichst mehr Punkte als die gegnerische Mannschaft zu erzielen. Gezählt werden dabei sowohl Tore als auch verletzt ausgeschiedene Spieler der gegnerischen Mannschaft. Im zweiten Teil der Speedball-Reihe kamen verschiedene Möglichkeiten hinzu, zusätzliche Punkte zu sammeln oder durch Multiplikatoren zu erhöhen.
Der Computerspieler steuert während eines Matches die verschiedenen Spieler der Mannschaft. Dabei muss er versuchen, über geschicktes Passspiel, schnelles Laufen oder dem "aus dem Weg schlagen" des Gegners ein Tor zu erzielen. Zwischen den einzelnen Spielen kann der Spieler die Mitglieder seines Teams mit dem während des Matches erworbenen Geld besser ausrüsten, um schließlich den Speedball-Pokal zu gewinnen.
Insgesamt gibt es 16 Mannschaften, die in zwei Ligen aufgeteilt sind. Der „humanoide“ Spieler steuert dabei das Team „Brutal Deluxe“ und startet in der 2. Liga. Die Teams der 1. Liga heißen: SuperNashwan, Fatal Justice, Lethal Formula, Turbo Hammers, Explosive Lords, Mean Machine, Rage2000 und Powerhouse. (Für die Playstation-Version wurde Rage2000 in Rage2100 umbenannt.) Die Teams der 2. Liga: SteelFury, Damocles, The Renegades, Baroque, ViolentDesire, RawMessiahs und Revolver.

## Geschichte
Speedball kam 1988 für Amiga, Atari ST, PC, C64, Nintendo Entertainment System und Sega Master System heraus. 1990 veröffentlichten die Bitmap Brothers mit Speedball II „Brutal Deluxe“ eine Fortsetzung, die zusätzlich auf Sega Mega Drive, Archimedes, Game Boy, Windows Mobile und CD³² portiert wurde. Im Jahr 2000 wurde für die PlayStation Speedball 2100 veröffentlicht. Ein dritter Teil – Speedball Arena – wurde für Weihnachten 2002 angekündigt, aber nicht veröffentlicht.
Im März 2007 wurde ein Remake von Speedball 2 durch den Berliner Publisher Frogster Interactive für Windows angekündigt. Das Spiel wurde von dem französischen Spielestudio Kylotonn Entertainment in Zusammenarbeit mit den Bitmap Brothers entwickelt und erschien am 27. November 2007.
Am 24. Februar 2011 erschien Speedball 2 Evolution für iPhone, iPad und iPod touch. Das Spiel orientiert sich weitgehend am Original, wurde aber um zusätzliche Teams und einen lokalen Multiplayer-Modus erweitert.